# Microscopic Movies
Microscopic Movies (en español: Películas microscópicas) es el álbum de estudio debut del grupo español de indie pop rock Love of Lesbian, publicado en 1999 por la discográfica malagueña Pussycats Records. Fue grabado en febrero de 1999 en la cocina del productor del álbum, Jean Hugues Dollet, alias Yanú.

## Lista de canciones
Todas las canciones escritas y compuestas por Love of Lesbian (Santi Balmes, Jordi Roig, Joan Ramón Planell y Oriol Bonet), excepto "Afrodite", que fue escrita y compuesta por Balmes. 
| N.º   | Título                      | Duración |  |
| 1.    | «Unreal»                    | 3:52     |  |
| 2.    | «Fame Junkie»               | 3:31     |  |
| 3.    | «Merry Monday»              | 3:32     |  |
| 4.    | «Beth»                      | 4:12     |  |
| 5.    | «Circle Moon»               | 5:22     |  |
| 6.    | «Freakie Goes to Hollywood» | 2:41     |  |
| 7.    | «Atomic Human Blaze»        | 3:43     |  |
| 8.    | «Crashing»                  | 5:00     |  |
| 9.    | «Fat»                       | 2:18     |  |
| 10.   | «Afrodite»                  | 4:04     |  |
| 11.   | «June»                      | 4:34     |  |
| 42:49 |                             |          |  |

## Créditos
Créditos procedentes de la contraportada del álbum.
Love of Lesbian
- Santi Balmes - Voz, guitarra, teclados, producción
- Jordi Roig - Guitarra, producción
- Joan Ramón Planell - Bajo, sintetizador, producción
- Oriol Bonet - Batería, programación, producción

Otros músicos
- Jordi Montero - Violín (canciones 1, 5, 9 y 10)
- Jordi Marquillas - Violín (canción 10)

Personal
- Jean Hugues Dollet "Yanú" - Masterizado, técnico de sonido, mezcla, producción
- Esteve Dionis - Masterizado
- Josep Manel Sicart Perea - Diseño gráfico